# Антуанетта Ангальтська
 Антуанетта Ангальтська, повне ім'я Антуанетта Анна Александра Марія Луїза Агнеса Єлизавета Августа Фредеріка Ангальтська (нім. Antoinette Anna Alexandra Marie Luise Agnes Elisabeth Auguste Friederike von Anhalt; 3 березня 1885 — 3 квітня 1963) — принцеса Ангальтська з династії Асканіїв, донька спадкоємця престолу Леопольда Ангальтського та Єлизавети Гессен-Кассельської, дружина принца  Шаумбург-Ліппського Фрідріха.

## Біографія
Антуанетта з'явилась на світ 3 березня 1885 року у палаці Ґеорґіум біля Дессау. Вона стала єдиною дитиною в родині спадкоємця ангальтського престолу Леопольда та його дружини Єлизавети Гессен-Кассельської, народившись за дев'ять з половиною місяців після весілля батьків. Країною в цей час правив дід дівчинки, Фрідріх I. Леопольд невдовзі раптово помер у Каннах, так і не вступивши на престол, менше, ніж за рік після народження доньки.
1904 року правителем країни став її дядько під іменем Фрідріха II.
1909 року, в 24-річному віці, Антуанетта пошлюбилася із 41-річним принцом Фрідріхом Шаумбург-Ліппським. Весілля відбулося 26 травня в Дессау. Для нареченого це був другий шлюб. Від першого у нього залишилось троє дітей.
У володінні Фрідріха від 1906 року був замок Наход. Там і народився їхній з Антуанеттою первісток. Всього у подружжя було двоє синів.
Після закінчення військових дій в Європі під час Другої світової, у червні 1945 року, все майно було конфісковане, а нерухомість націоналізована. Фрідріха із родиною ще раніше депортували до містечка Кудова-Здруй в Сілезії, де у грудні 1945 року він і помер.
Антуанетта пішла з життя у 78-річному віці, 3 квітня 1963 року в Дессау. Похована там же, на цвинтарі Цібік, поруч з матір'ю.

## Родина
Чоловік — Фрідріх Шаумбург-Ліппський
Діти:
- Леопольд (1910—2006) — принц Шаумбург-Ліппський, тривалий час працював на залізниці,[5] відомостей щодо дружини чи дітей немає.
- Вільгельм (1912—1938) — принц Шаумбург-Ліппський, помер у 25 років бездітним та неодруженим.